# Guarda come fl3xo
Guarda come fl3xo è un singolo del rapper italiano MamboLosco, pubblicato il 17 maggio 2024.

## Descrizione
Si tratta del sequel del singolo Guarda come flexo 2, uscito nel 2018.

## Tracce
1. Guarda come flexo 2 – 2:28